# ددی یانکی
رامون لوئیز آیالا رودریگز (به اسپانیایی: Ramón Luis Ayala Rodríguez‎؛ زادهٔ ۳ فوریهٔ ۱۹۷۶) که به طور حرفه‌ای با نام ددی یانکی (به انگلیسی: Daddy Yankee) شناخته می‌شود، خواننده، ترانه‌سرا، رپر و بازیگر اهل پورتوریکو است. او ۷ بار برندۀ جایزه موسیقی بیلبورد و ۴ بار کاندیدای جایزه گرمی شده‌است. او در ۳ دسامبر ۲۰۲۳ و پس از پایان اجرای آخرین مرحلۀ خود در تور "لا متا" در پورتوریکو، بازنشسته شد.
او که توسط منتقدان و هواداران موسیقی به عنوان "پادشاه رگتون" شناخته‌می‌شود، هنرمندی است که کلمۀ رگتون را در سال ۱۹۹۴ برای توصیف ژانر موسیقی جدیدی که از پورتوریکو ظهور کرد و هیپ هاپ آمریکایی و اسپانیایی کارائیب را ترکیب کرد، ابداع کرد. موسیقی، و ریتم‌های رگی جامائیکایی با رپ و آواز اسپانیایی.
آیالا در ریو پیدرس متولد شد. او آرزو داشت که یک بازیکن بیسبال حرفه‌ای باشد و برای تیم Seattle Mariners of Major League Baseball بازی کرد اما قبل از اینکه بتواند به طور رسمی قرارداد امضا کند، مورد اصابت گلوله قرار گرفت و یک سال و نیم را صرف بهبودی از زخم کرد. گلوله هرگز از لگن او برداشته نشد. حادثۀ تیراندازی به او اجازه داد تا کاملاً روی حرفۀ موسیقی تمرکز کند.
در سال ۲۰۰۴، ددی یانکی تک‌آهنگ بین‌المللی خود را با نام "Gasolina" منتشر کرد که با معرفی رگتون به مخاطبان در سراسر جهان و تبدیل به ژانر موسیقی، یک پدیدۀ جهانی شناخته‌می‌شود. از آن زمان، او حدود ۳۰ میلیون آلبوم به فروش رسانده‌است که او را به یکی از پرفروش‌ترین هنرمندان موسیقی لاتین تبدیل کرده‌است.
آیالا در سال ۲۰۱۷ همراه با لوییس فانسی ترانۀ معروف دسپاسیتو را اجرا کرد.
ترانۀ شکی شکی (Shaky Shaky) و به آرامی او نیز از موزیک ویدئوهای پربازدید یوتیوب می‌باشد.
تا مارس ۲۰۲۲، ددی یانکی برندۀ ۱۸۴ جایزه از ۴۸۴ نامزدی شده‌است.
در ۲۱ مارس ۲۰۲۲، ددی یانکی هفتمین و آخرین آلبوم استودیوی خود را با نام Legendaddy اعلام کرد، که در ۲۴ مارس همان سال منتشر شد. او همچنین اعلام کرد که قصد دارد پس از اتمام تور از موسیقی بازنشسته شود.

## ترانه‌شناسی

### آلبوم‌های استودیویی
- No Mercy (۱۹۹۵)
- El Cangri.com (۲۰۰۳)
- Barrio Fino (۲۰۰۴)
- El Cartel: The Big Boss (۲۰۰۷)
- Talento de Barrio (۲۰۰۸)
- Mundial (۲۰۱۰)
- Prestige (۲۰۱۲)
- Legendaddy (۲۰۲۲)